# David T. Griggs
David Tressel Griggs (* 6. Oktober 1911 in Columbus, Ohio; † 31. Dezember 1974 in Snowmass, Colorado) war ein US-amerikanischer Geophysiker.

## Leben
Griggs war der Sohn des Botanikers Robert Fiske Griggs (1881–1962), nach dem der Vulkan Mount Griggs benannt ist und der wesentlich an der Gründung des Katmai-Nationalparks in Alaska beteiligt war. Dorthin nahm er auch seinen Sohn mit und besonders das Valley of Ten Thousand Smokes beeindruckten David Griggs, so dass er beschloss während des Physik-Studiums sich auf Geophysik zu spezialisieren. 1932 erwarb er seinen Bachelor-Abschluss und 1933 den Master-Abschluss an der Ohio State University und war dann Junior Fellow an der Harvard University, wo er sich unter Percy Bridgman experimentell mit dem Verhalten von Gestein unter hohem Druck und hoher Temperatur befasste. Dabei erkannte er die plastischen Eigenschaften, die eine Mantelkonvektion ermöglichen würden und so Gebirgsbildung und ähnliche geologische Phänomene erklärt werden könnten. Damit war er seiner Zeit voraus, ab den 1960er Jahren wurde dies in der Plattentektonik allgemein anerkannt.
Im Zweiten Weltkrieg forschte er am Radiation Laboratory des MIT am Radar und er war kurz nach dem Krieg einer der Gründer der RAND Corporation und deren erster Leiter der Physik-Abteilung. 1948 wurde er Professor für Geophysik an der University of California, Los Angeles (UCLA). Daneben war er weiter Berater für den amerikanischen Verteidigungskomplex, unter anderem 1951/52 als Chefwissenschaftler der US Air Force. An der UCLA gründete er ein Labor für experimentelle Petrographie. Zuletzt arbeitete er besonders an der Erforschung der Mechanismen von Erdbeben. Er starb an einem Herzinfarkt beim Skifahren in Colorado.
Er war Mitglied der National Academy of Sciences und der American Academy of Arts and Sciences (1963). 1970 erhielt er die Walter H. Bucher Medal und 1973 die Arthur L. Day Medal.